# 다니엘 오소르노
다니엘 오소르노 칼비요(스페인어: Daniel Osorno Calvillo, 1979년 3월 16일 ~ )는 멕시코의 축구 선수이다. 멕시코 국가대표로 57경기 12득점을 기록했으며 멕시코팀의 1999년 FIFA 컨페더레이션스컵 우승, 2003년 CONCACAF 골드컵 우승, 2001년 코파 아메리카 준우승 등을 이끌었다.